# 翠富士一成
翠富士 一成（みどりふじ かずなり、1996年8月30日 - ）は、静岡県焼津市出身で、伊勢ヶ濱部屋所属の現役大相撲力士。本名は庵原 一成（いはら かずなり）。身長174.0cm、体重114.0kg、血液型はO型。最高位は西前頭筆頭（2022年9月場所・2023年5月場所）。

## 来歴

### アマチュア時代
相撲に打ち込むことになったきっかけは、小学校2年次に出場した相撲大会で優勝を逃し準優勝に終わったことで、母親が悔しい思いをしたからだった。その後は元幕下・青馬（安治川部屋→伊勢ヶ濱部屋）の父親のもとで1日100番を超える猛稽古をこなし、小学5年でわんぱく相撲の全国大会に出場した。
焼津市立焼津中学校に進学すると1年生で全国中学校相撲選手権大会（全中）に出場したが、夏休みから遊びに興じるようになって相撲の稽古はしなくなり、学校にも通わなくなった。しかし、飛龍高校相撲部監督の栗原大介に導かれて中学3年から相撲の道に戻り、部員2名ながら団体戦では全中で8強入りを果たした。
飛龍高校進学後は2年次にインターハイで埼玉栄高校の佐藤貴信（のちの貴景勝）を破って埼玉栄高校の4連覇を阻む星を挙げて団体3位に入賞したが、3年次は怪我のため実績を残せなかった。
高校卒業後は近畿大学経営学部に進学し、1年次には全国学生相撲個人体重別選手権大会100kg未満級で優勝の実績を残したが、2年次に相撲部を退部し、大学も退学した。大学退学後は帰郷したが、故郷まで大相撲の9代伊勢ヶ濱（第63代横綱・旭富士）がスカウトのため来訪し、母親や栗原、現役時代は伊勢ヶ濱の弟子だった元青馬が同席する中で入門を受け入れた。

### 入門後
2016年9月場所で、20歳で初土俵。同部屋の同期には、近畿大学でも同期だった錦富士がいる。なお同じく近大を中退した1年後輩の上原昌も同場所武蔵川部屋に入門したが、2017年1月場所限りで引退している。2016年11月場所にて序ノ口、2017年1月場所にて序二段の優勝決定戦にて錦富士と対戦しいずれも敗れた。同年5月場所で幕下に昇進後は幕下の番付に定着した。
2020年1月場所は東幕下2枚目で5勝2敗とし、場所後の番付編成会議にて翌3月場所での新十両昇進が決定した。静岡県出身者としては2013年3月場所の栃飛龍以来、7年ぶりの新十両誕生となった。飛龍高校からは3人目の関取昇進で、焼津市からは片山以来2人目。11月場所は10勝5敗同士の旭秀鵬との優勝決定戦を制して十両優勝を果たした。この1番の前に8代安治川から「胸からいけ」と助言され、このおかげで引きを食わずに勝つことができた。
2021年1月場所は9勝6敗の勝ち越しを収め自身初の三賞となる技能賞を獲得。静岡県出身力士の三賞獲得は史上初。場所後の2月の稽古中にヘルニアを発症。負傷当初は歩行も困難であったが、3月初頭に四股を踏める程度まで回復。5日には若い衆と1番だけ相撲を取る稽古を行った。しかし、4月下旬にさらに悪化したため5月場所を休場した。その後は十両で勝ち越しと負け越しを繰り返していた。
2022年2月4日、協会は翠富士が新型コロナウイルスに感染したと発表。3月場所は十両で12勝3敗の好成績を挙げ5月場所に幕内に復帰した。7月場所で幕内で初めて二桁の勝ち星となる10勝を挙げ9月場所は西前頭筆頭に最高位を更新。勝ち越せば三役昇進が見えたが大関以上との対戦では不調の正代からしか白星を得られず、13日目に負け越しを確定させた。それでも残りの2日を勝って7勝8敗と踏みとどまった。11月場所は西前頭3枚目に番付が後退。
2023年3月場所は7日目終了時点で自身ただ1人が全勝を守る状況となり、8日目には自身初となる中日勝ち越し、10連勝をしたが11日目に場所初黒星を喫してから4連敗。千秋楽に勝てば敢闘賞を受賞することとなったが、敗れて場所を10勝5敗で終えて敢闘賞を逃した。通常なら翌場所の新三役も見える成績だが、5月場所の三役昇進枠は1つしかなく、西前頭筆頭で10勝5敗の正代が優先されたため、西前頭筆頭に最高位を更新するにとどまった。11月場所前には一時40度の高熱で寝込んでいたが、11月7日には稽古に復帰。しかし場所前の調整に影響が出たため本人は「たぶん負け越すので期待しないでほしい。十両に落ちてしまうかもしれない」と不安も吐露した。
2025年は西前頭9枚目の地位だったが初日から連敗が続き、中日に早くも負け越しが確定。連敗はその後9まで伸び10日目の千代翔馬戦でようやく初日が出た。その後は一転して連勝が続き、この場所は9連敗のあと6連勝という珍しい星取となった。

## 取り口
決まり手に肩透かしが多く左右どちらからでも打つことができる。2020年は年間で8勝を上げている。その後も肩透かしの数は多くなり、2021年1月場所は9勝中5勝、2023年9月場所は10勝中6勝が肩透かしで挙げたものである。そのため肩透かし王子という愛称も付いている。
2020年11月場所13日目の常幸龍戦では頭捻りで勝利した。頭捻りが十両の土俵で出たのは24年振り。
2023年3月場所10日目の翔猿戦で幕内では11年ぶりとなる割り出しを決めた際は北の富士から「まるで大型力士のような決まり手である」と評され「WBCの盛り上がりに対抗するには、翠富士の初優勝しかない」とまで期待された。
2023年は90番幕内で取って平均所要取組時間20秒33と、この年に幕内に年間6場所在位した力士の中では最長を記録した。11月場所7日目の北青鵬との一番では、令和に入ってからは初、8年半ぶりとなる水入りを挟んで、7分近くにわたる熱戦となった。
2025年5月5日、「親方ちゃんねる」に2025年春巡業岸和田場所の現場で撮影した背筋力測定企画が公開されたが、自身は背筋力278kgを計測。

## 人物
- 四股名の「翠」は、翡翠は磨けば磨くほど光るということが由来である[23]。
  - 四股名候補には「焼津富士」もあった。四股名に拘りの無い師匠は適当に出身地の地名を含む四股名で良いのではないかと考えていたが、「焼」の字は縁起が悪いと後援者に反対されて見送りとなったという話がある。
- 中学まで在籍した焼津市の「やいづ少年相撲クラブ」で指導したコーチは翠富士の新十両昇進時に「こつこつと努力するタイプ。明るい性格で後輩に慕われていた」と評し、飛龍高相撲部の恩師、栗原大介監督は「高い志を持ち、ひたむきに稽古に取り組む努力家」と評した[7]。
- 協会公式プロフィールによると好きなアーティストはAK-69。好物はハンバーグ[24]。部屋公式ホームページによると、肉じゃがも好物で、趣味は映画鑑賞、好きな女性タレントは西内まりや[25]。
- 2023年2月14日、富岡八幡宮で師匠の伊勢ヶ濱が媒酌人を務める中、挙式した。妻との馴れ初めは入門1年目の2017年7月場所の部屋パーティーで、この時妻はまだ高校生であった。2022年11月場所前に場所に備え空路で博多入りする羽田空港で妻にプロポーズを行い、年が明けた2023年3月29日に婚姻届を出したスピード結婚であった。同年10月4日には、第1子の長女を授かっている[26]。
- 喫煙者であり、師匠の伊勢ヶ濱は喫煙仲間でもある。

## 主な成績
2025年7月場所終了現在
- 通算成績：328勝277敗15休（53場所）
  - 幕内成績：163勝167敗15休（23場所）

### 各段優勝
- 十両優勝：1回（2020年11月場所）

### 三賞
- 三賞：1回
  - 技能賞：1回（2021年1月場所）

### 場所別成績
| | 一月場所 初場所（東京） | 三月場所 春場所（大阪） | 五月場所 夏場所（東京）  | 七月場所 名古屋場所（愛知） | 九月場所 秋場所（東京） | 十一月場所 九州場所（福岡） |
| --- | ----------------------- | ----------------------- | ------------------------ | --------------------------- | ----------------------- | --------------------------- |
| 2016年 （平成28年） | x                       | x                       | x                        | x                           | （前相撲）              | 西序ノ口21枚目 7–0          |
| 2017年 （平成29年） | 西序二段10枚目 7–0      | 西三段目19枚目 5–2      | 西幕下57枚目 4–3         | 西幕下46枚目 3–4            | 東幕下57枚目 4–3        | 東幕下46枚目 4–3            |
| 2018年 （平成30年） | 東幕下39枚目 3–4        | 西幕下48枚目 6–1        | 西幕下20枚目 2–5         | 東幕下36枚目 5–2            | 東幕下23枚目 3–4        | 西幕下32枚目 4–3            |
| 2019年 （平成31年 /令和元年） | 西幕下26枚目 5–2        | 東幕下19枚目 4–3        | 東幕下13枚目 4–3         | 西幕下11枚目 5–2            | 東幕下4枚目 2–5         | 東幕下12枚目 6–1            |
| 2020年 （令和2年） | 東幕下2枚目 5–2         | 西十両11枚目 7–8        | 感染症拡大 により中止    | 東十両12枚目 8–7            | 西十両10枚目 11–4       | 東十両2枚目 優勝 10–5       |
| 2021年 （令和3年） | 西前頭14枚目 9–6 技     | 東前頭10枚目 5–10       | 西前頭15枚目 休場 0–0–15 | 西十両9枚目 6–9             | 西十両11枚目 8–7        | 東十両8枚目 7–8             |
| 2022年 （令和4年） | 西十両8枚目 9–6         | 東十両6枚目 12–3        | 西前頭16枚目 9–6         | 西前頭11枚目 10–5           | 西前頭筆頭 7–8          | 西前頭3枚目 8–7             |
| 2023年 （令和5年） | 西前頭3枚目 6–9         | 西前頭5枚目 10–5        | 西前頭筆頭 6–9           | 東前頭3枚目 4–11            | 東前頭9枚目 10–5        | 西前頭5枚目 9–6             |
| 2024年 （令和6年） | 東前頭2枚目 5–10        | 東前頭5枚目 7–8         | 西前頭6枚目 5–10         | 西前頭10枚目 8–7            | 西前頭8枚目 7–8         | 東前頭9枚目 7–8             |
| 2025年 （令和7年） | 東前頭11枚目 7–8        | 東前頭11枚目 9–6        | 西前頭9枚目 6–9          | 東前頭12枚目 9–6            | x                       | x                           |
| 各欄の数字は、「勝ち-負け-休場」を示す。 優勝 引退 休場 十両 幕下 三賞：敢=敢闘賞、殊=殊勲賞、技=技能賞 その他：★=金星 番付階級：幕内 - 十両 - 幕下 - 三段目 - 序二段 - 序ノ口 幕内序列：横綱 - 大関 - 関脇 - 小結 - 前頭（「#数字」は各位内の序列） |                         |                         |                          |                             |                         |                             |

## 合い口
2025年7月場所終了現在
現役力士（横綱・大関）
- 横綱・豊昇龍には6勝7敗。豊昇龍の大関在位中は1勝3敗。豊昇龍の横綱昇進後は対戦なし。
- 横綱・大の里には1敗。大の里の横綱昇進後は対戦なし。
- 大関・琴櫻には1勝7敗。琴櫻の大関昇進後は対戦なし。
- 元大関・髙安には4勝4敗。
- 元大関・朝乃山には1勝（うち不戦勝1）。
- 元大関・御嶽海には4勝6敗。御嶽海の大関在位中は1敗。
- 元大関・正代には4勝10敗。正代の大関在位中は1勝1敗。
- 元大関・霧島には4勝4敗。霧島の大関在位中は3勝。

引退力士（横綱・大関）
- 元大関・栃ノ心には2勝1敗。
- 元大関・貴景勝には5敗。

### 幕内対戦成績
| 力士名   | 勝数 | 負数 | 力士名   | 勝数 | 負数 | 力士名 | 勝数 | 負数 | 力士名   | 勝数 | 負数 |
| -------- | ---- | ---- | -------- | ---- | ---- | ------ | ---- | ---- | -------- | ---- | ---- |
| 碧山     | 4    | 1    | 安青錦   | 0    | 1    | 明瀬山 | 0    | 1    | 天空海   | 1    | 0    |
| 朝紅龍   | 2    | 0    | 朝乃山   | 1(1) | 0    | 東龍   | 0    | 1    | 阿炎     | 2    | 3    |
| 逸ノ城   | 0    | 3    | 一山本   | 3    | 3    | 宇良   | 3(1) | 3    | 遠藤     | 7    | 3    |
| 欧勝馬   | 1    | 4    | 阿武剋   | 1    | 2    | 阿武咲 | 4    | 2    | 王鵬     | 2    | 4    |
| 大の里   | 0    | 1    | 隠岐の海 | 1    | 1    | 魁聖   | 0    | 1    | 輝       | 5    | 1    |
| 嘉陽     | 1    | 0    | 霧島     | 4    | 4    | 金峰山 | 2    | 5    | 荒篤山   | 1    | 0    |
| 豪ノ山   | 2    | 5    | 琴栄峰   | 1    | 0    | 琴恵光 | 3    | 1    | 琴ノ若   | 1    | 7    |
| 琴勝峰   | 6    | 4    | 佐田の海 | 6    | 3    | 獅司   | 1    | 3    | 志摩ノ海 | 0    | 1    |
| 正代     | 4    | 10   | 湘南乃海 | 3    | 4    | 白熊   | 1    | 0    | 大栄翔   | 2    | 5    |
| 大翔鵬   | 1    | 0    | 貴景勝   | 0    | 5    | 隆の勝 | 4    | 2    | 髙安     | 4    | 4    |
| 玉正鳳   | 1    | 1    | 玉鷲     | 3    | 4    | 美ノ海 | 1    | 5    | 千代翔馬 | 3    | 2    |
| 千代大龍 | 2    | 1    | 千代の国 | 0    | 1    | 千代丸 | 0    | 1    | 剣翔     | 1    | 3    |
| 時疾風   | 4    | 0    | 德勝龍   | 1    | 0    | 栃大海 | 1    | 0    | 栃ノ心   | 2    | 1    |
| 翔猿     | 6    | 4    | 錦木     | 9    | 3    | 英乃海 | 1    | 1    | 平戸海   | 1    | 3    |
| 藤ノ川   | 0    | 1    | 武将山   | 2    | 0    | 豊昇龍 | 6    | 7    | 北青鵬   | 2    | 1    |
| 北勝富士 | 4    | 3    | 御嶽海   | 4    | 6    | 水戸龍 | 0    | 1    | 妙義龍   | 7    | 0    |
| 明生     | 4    | 7    | 豊山     | 2    | 0    | 竜電   | 7    | 0    | 狼雅     | 1    | 2    |
| 若隆景   | 1    | 5    | 若元春   | 1    | 5    |        |      |      |          |      |      |

## 改名歴
- 庵原 一成（いはら かずなり）2016年9月場所 - 2016年11月場所
- 翠富士 一成（みどりふじ かずなり）2017年1月場所 -